# Pawel Jurjewitsch Derewjanko

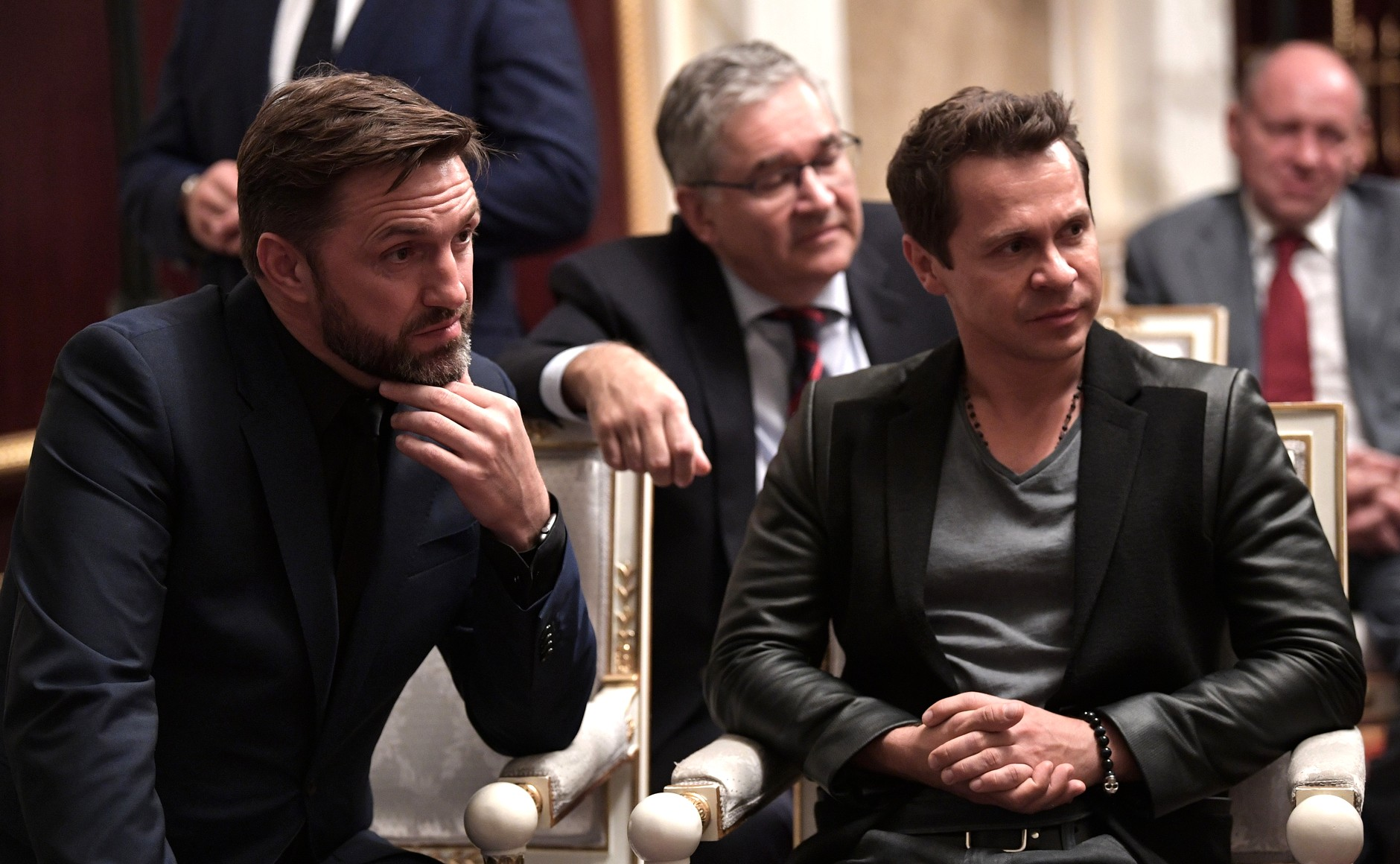
Pawel Derewjanko (rechts) mit Wladimir Wdowitschenkow (2017)

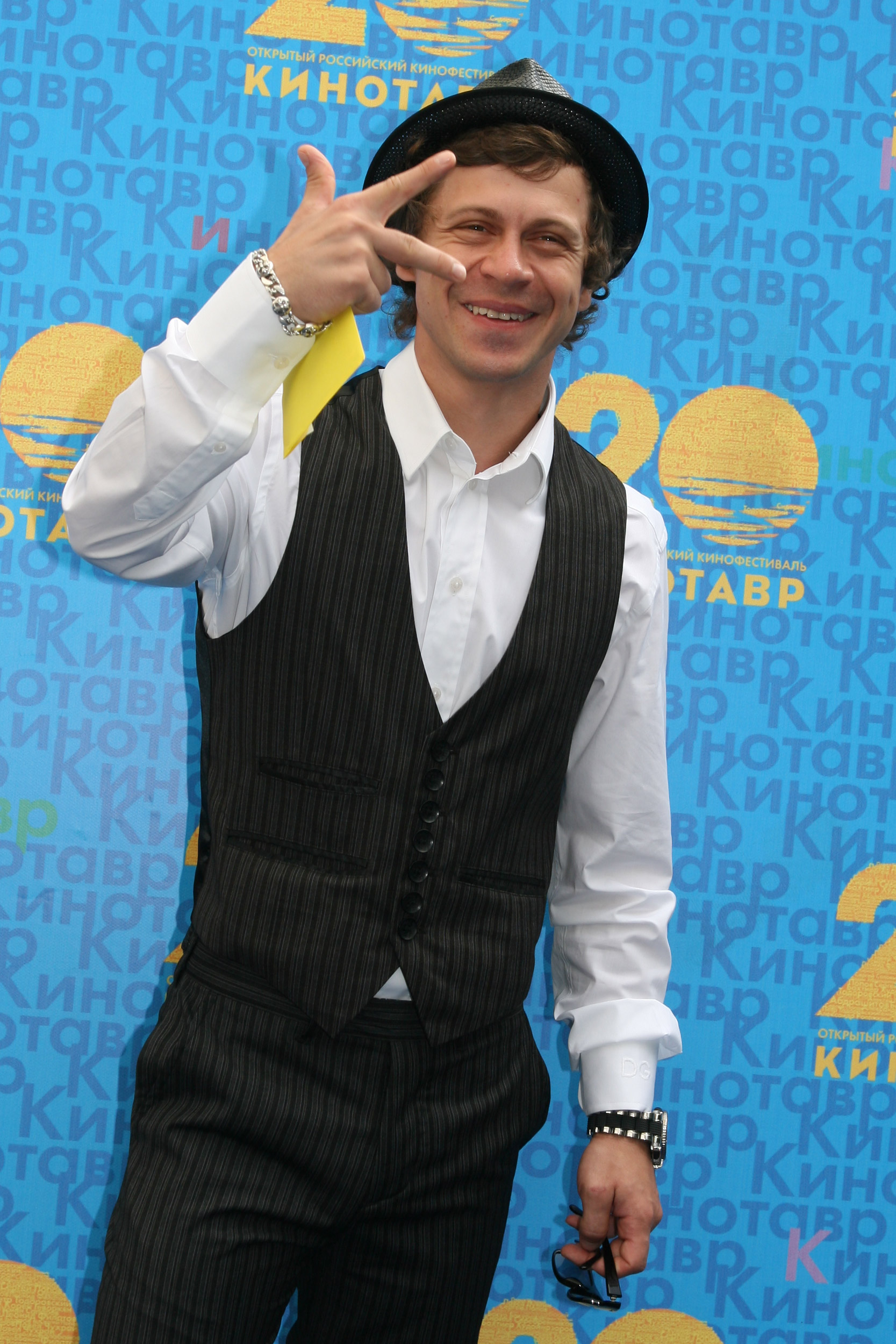
Pawel Derewjanko auf dem Kinotawr-Filmfestival 2009

Pawel Jurjewitsch Derewjanko (russisch Павел Юрьевич Деревянко, wiss. Transliteration Pavel Ûr'evič Derevânko; * 2. Juli 1976 in Taganrog, Sowjetunion) ist ein russischer Schauspieler.

## Leben
Pawel Derewjanko besuchte von 1996 bis 2000 die GITIS in Moskau. Gleich nach dem Abschluss spielte er die Hauptrolle im Film von Alexander Kott Es fuhren mal zwei Fernfahrer (russisch Ехали два шофера), die ihn bekannt machte. Er arbeitet außerdem viel im russischen Fernsehen und spielt in weiteren Filmen mit. Seit 2009 gehört er zur Truppe des Mossowjet-Theaters.

## Filmografie (Auswahl)

### Spielfilme
- 2001: Es fuhren mal zwei Fernfahrer (Jechali dwa schofera)
- 2007: Stehaufmännchen (Newaljaschka)
- 2008: Hitler geht kaputt (Gitler kaput!)
- 2010: Utomljonnyje solnzem-2
- 2010: Sturm auf Festung Brest (Brestskaja krepost)
- 2015: Die dunkle Gräfin (Krowawaja ledi Batori)
- 2017: Salyut-7 (Saljut-7)

### Fernsehserien
- 2006: Neun Leben von Nestor Machno (Dewjat schisnei Nestora Machno)
- 2008: Die Brüder Karamasow (Bratja Karamasowy)

## Theater
- Der Mantel – Akakij Akakijewitsch Baschmatschkin
- Der Meister und Margarita – Behemoth
- Wij – Choma Brut
- Onkel Wanja – Onkel Wanja